# Grace and Frankie
Grace and Frankie är en amerikansk dramakomediserie skapad av Marta Kauffman och Howard J. Morris för Netflix. Huvudrollerna som Grace och Frankie spelas av Jane Fonda och Lily Tomlin. Serien hade premiär 2015 och sändes i sju säsonger. Sista avsnittet sändes 29 april 2022.  Med totalt 94 avsnitt var Grace and Frankie Netflix dittills längsta serie.

## Handling
Serien handlar om att Graces (Jane Fonda) och Frankies (Lily Tomlin) makar kommer ut som homosexuella och berättar att de haft ett förhållande med varandra sedan 20 år tillbaka. De planerar att gifta sig och serien skildrar de livskriser som följer för de respektive familjerna.

## Rollista i urval

### Huvudroller
- Jane Fonda – Grace Hanson
- Lily Tomlin – Frankie Bergstein
- Sam Waterston – Sol Bergstein
- Martin Sheen – Robert Hanson
- Brooklyn Decker – Mallory Hanson
- Ethan Embry – Coyote Bergstein
- June Diane Raphael – Brianna Hanson
- Baron Vaughn – Nwabudike "Bud" Bergstein

### Biroller
- Peter Cambor – Barry
- Tim Bagley – Peter
- Geoff Stults – Mitch
- Mary Kay Place – Amanda
- Ernie Hudson – Jacob
- Craig T. Nelson – Guy
- Lindsey Kraft – Allison Giampietro-Smikowitz
- Peter Gallagher – Nick Skolka
- Marsha Mason – Arlene
- Millicent Martin – Joan-Margaret